# Onthophagus stanleyi
Onthophagus stanleyi es una especie de insecto del género Onthophagus, familia Scarabaeidae, orden Coleoptera.
Fue descrita científicamente por Moretto & Génier en 2010.